# Nierówność Muirheada
Nierówność Muirheada – uogólnienie nierówności między średnimi potęgowymi. Nierówność Muirheada została udowodniona w 1903 roku, a jej uogólnienie w 2009.
Jeżeli {\displaystyle a_{1},a_{2},\dots ,a_{n},b_{1},b_{2},\dots ,b_{n}} są liczbami nieujemnymi, takimi że:
{\displaystyle a_{1}\geqslant a_{2}\geqslant \dots \geqslant a_{n}}
{\displaystyle b_{1}\geqslant b_{2}\geqslant \dots \geqslant b_{n}}
{\displaystyle a_{1}+a_{2}+\dots +a_{k}\geqslant b_{1}+b_{2}+\dots +b_{k}} dla {\displaystyle 1\leqslant k<n}
{\displaystyle a_{1}+a_{2}+\dots +a_{n}=b_{1}+b_{2}+\dots +b_{n}}
to mówimy, że ciąg {\displaystyle (a_{1},a_{2},\dots ,a_{n})} majoryzuje ciąg {\displaystyle (b_{1},b_{2},\dots ,b_{n})} i piszemy {\displaystyle (a_{1},a_{2},\dots ,a_{n})\succ (b_{1},b_{2},\dots ,b_{n}).}
Sformułowanie nierówności: jeżeli ciąg {\displaystyle (a_{1},a_{2},\dots ,a_{n})} majoryzuje ciąg {\displaystyle (b_{1},b_{2},\dots ,b_{n})} to dla nieujemnych liczb {\displaystyle x_{1},x_{2},\dots ,x_{n}}
{\displaystyle \sum _{s\in S_{n}}x_{1}^{a_{s(1)}}x_{2}^{a_{s(2)}}\dots x_{n}^{a_{s(n)}}\geqslant \sum _{s\in S_{n}}x_{1}^{b_{s(1)}}x_{2}^{b_{s(2)}}\dots x_{n}^{b_{s(n)}},}
gdzie {\displaystyle \sum _{s\in S_{n}}} oznacza sumę dla wszystkich permutacji {\displaystyle s} zbioru {\displaystyle \{1,2,\dots ,n\}.}